# مرافق (سريري)
في الطب السريري المرافق، هو الشخص الذي يكون شاهداً على المريض ومقدم الرعاية الصحية لكلا الطرفين المريض والطبيب خلال عمل الفحص السريري أو تقديم الخدمة الطبية، ومسؤولياته تختلف باختلاف الموقف السريري. كما أن المرافقون يُستخدمون بشكل واسع خلال إجراء الفحوصات النسائية السريرية وغيرها من الفحوصات. والمرافق قد يقدم الدعم المعنوي ويُطمئن المريض خلال إجراء الفحوصات التي قد يعتبرها المريض محرجة وغير مريحة. كذلك يمكن له ان يقدم المساعدة العملية للطبيب خلال إجراء الفحص كما يمكن ان يحمي الطبيب من الاعتداء الجسدي. ايضًا كشاهد يمكنه مساعدة الطبيب في الادعاءات الكاذبة التي لا اساس لها خلال إجراء الفحص.